# Scheibe-Alsbach
Scheibe-Alsbach este o comună din landul Turingia, Germania.